# Rabia Ben Abdallah
Rabia Ben Abdallah (arabe : ربيعة بن عبدالله) est une actrice tunisienne. Elle est également professeur d'art dramatique.

## Filmographie

### Cinéma
- 1990 : Halfaouine, l'enfant des terrasses de Férid Boughedir : Jamila
- 1993 : L'Articolo 2 de Maurizio Zaccaro
- 1994 : Le Vent des destins d'Ahmed Djemai
- 2000 : La Saison des hommes de Moufida Tlatli
- 2004 : Intox, chronique d'un fils de p... d'Akim Sakref
- 2006 : Fleur d'oubli de Salma Baccar
- 2014 : Printemps tunisien de Raja Amari[1]

### Télévision
- 2015 : Anna e Yusuf de Cinzia TH Torrini
- 2021 : Awled El Ghoul de Rafika Boujday

## Théâtre
- Une Nuit de perdue qui revient de Ezzedine Gannoun
- Les Glas de Lassaâd Ben Abdallah et Nadia Ben Ahmed

## Distinctions
Rabia Ben Abdallah obtient de nombreuses récompenses pour son rôle de Zakia dans Fleur d'oubli de Salma Baccar :
- Prix de la meilleure actrice lors de la huitième Biennale des cinémas arabes à Paris, en 2006[2]
- Prix « Images de femmes » au Festival international de cinéma Vues d'Afrique à Montréal, en 2007
- Écran de la meilleure actrice au Festival Écrans noirs au Cameroun, en 2008[3]
- Prix d'interprétation féminine au Festival international du cinéma d'auteur de Rabat, en 2008